# Sidney Salkow
Sidney Salkow (New York, 16 giugno 1909 – Valley Village, 18 ottobre 2000) è stato un regista, sceneggiatore e drammaturgo statunitense.

## Filmografia

### Cinema
- Four Days' Wonder (1936)
- Girl Overboard (1937)
- Behind the Mike (1937)
- That's My Story! (1937)
- The Night Hawk (1938)
- Tempesta sul Bengala (Storm Over Bengal) (1938)
- Fighting Thoroughbreds (1939)
- Woman Doctor (1939)
- Street of Missing Men (1939)
- The Zero Hour (1939)
- She Married a Cop (1939)
- Flight at Midnight (1939)
- Cafe Hostess (1940)
- The Lone Wolf Strikes (1940)
- The Lone Wolf Meets a Lady (1940)
- Girl from God's Country (1940)
- The Lone Wolf Keeps a Date (1940)
- The Lone Wolf Takes a Chance (1941)
- Time Out for Rhythm (1941)
- Tillie the Toiler (1941)
- Martin Eden (The Adventures of Martin Eden) (1942)
- Flight Lieutenant (1942)
- Città senza uomini (City Without Men) (1943)
- The Boy from Stalingrad (1943)
- Faithful in My Fashion (1946)
- Millie's Daughter (1947)
- Bulldog Drummond at Bay (1947)
- Il vendicatore di Manila (Sword of the Avenger) (1948)
- La strada buia (Fugitive Lady) (1950)
- Shadow of the Eagle (1950)
- La rivale dell'imperatrice (1951) co-regia Jacopo Comin
- L'angelo scarlatto (Scarlet Angel) (1952)
- Fuoco a Cartagena (The Golden Hawk) (1952)
- La spia delle giubbe rosse (The Pathfinder) (1952)
- Navi senza ritorno (Prince of Pirates) (1953)
- Straniero in patria (Jack McCall Desperado) (1953)
- I pirati dei sette mari (Raiders of the Seven Seas) (1953)
- La strage del 7º Cavalleggeri (Sitting Bull) (1954)
- Giuoco implacabile (Las Vegas Shakedown) (1955)
- La prateria senza legge (Robbers' Roost) (1955)
- The Toughest Man Alive (1955)
- Due pistole per due fratelli (Gun Brothers) (1956)
- Lo sceriffo di ferro (The Iron Sheriff) (1957)
- Duello a Durango (Gun Duel in Durango) (1957)
- Anonima omicidi (Chicago Confidential) (1957)
- il canale della morte ( The Big Night) (1960)
- L'esperimento del dottor Zagros (Twice-Told Tales) (1963)
- The Long Rifle and the Tomahawk (1964)
- L'ultimo uomo della terra (The Last Man on Earth) (1964)
- Pistola veloce (The Quick Gun) (1964)
- 1000 dollari per un Winchester (Blood on the Arrow) (1964)
- Il massacro dei Sioux (The Great Sioux Massacre) (1965)
- The Murder Game (1965)

### Televisione
- Cavalcade of America – serie TV, 2 episodi (1953-1954)
- Lassie – serie TV, 9 episodi (1954-1955)
- Soldiers of Fortune – serie TV, 4 episodi (1955-1956)
- Il conte di Montecristo (The Count of Monte Cristo) – serie TV, 10 episodi (1956)
- Furia (Fury) – serie TV, 2 episodi (1957)
- Hawkeye and the Last of the Mohicans – serie TV, 1 episodio (1957)
- Casey Jones – serie TV, 1 episodio (1957)
- This Is Alice – serie TV, 38 episodi (1958)
- State Trooper – serie TV, 4 episodi (1957-1959)
- Mike Hammer – serie TV, 3 episodi (1959)
- Tales of Wells Fargo – serie TV, 6 episodi (1957-1959)
- Overland Trail – serie TV, 3 episodi (1960)
- Shotgun Slade – serie TV, 8 episodi (1959-1960)
- Michael Shayne – serie TV, 3 episodi (1961)
- The Roaring 20's – serie TV, 2 episodi (1961)
- Maverick – serie TV, 2 episodi (1962)
- Surfside 6 – serie TV, 3 episodi (1961-1962)
- Bronco – serie TV, 1 episodio (1962)
- Ernestine (Cheyenne) – film TV (1962)
- The Comedy Spot – serie TV, 1 episodio (1962)
- Indirizzo permanente (77 Sunset Strip) – serie TV, 4 episodi (1962)
- Death Valley Days – serie TV, 2 episodi (1962-1963)
- La famiglia Addams (The Addams Family) – serie TV, 4 episodi (1965-1966)